# Tabanus gilingilensis
Tabanus gilingilensis är en tvåvingeart som beskrevs av M. Josephine Mackerras 1962. Tabanus gilingilensis ingår i släktet Tabanus och familjen bromsar. Inga underarter finns listade i Catalogue of Life.